# Herbizid-Safener
Herbizid-Safener sind chemische Verbindungen, die die Herbizidtoleranz von monokotylen Kulturpflanzen erhöhen. Sie wirken häufig durch eine Steigerung der Glutathion-S-Transferase-Aktivität.
Zur Erhöhung der Selektivität werden sie zusammen mit den entsprechenden Herbiziden eingesetzt.
Man unterscheidet zwischen Saatgut-, Boden- und Blatt-Safenern:
Saatgut-Safener werden als Beize schon vor der Aussaat appliziert, Boden- (Vorauflauf) und Blatt-Safener (Nachauflauf) werden zusammen mit dem Herbizid ausgebracht.
| Wirkstoff             | Schutz vor welchem Herbizid                                               | Geschütze Kulturen   | Typ                   | Handelsname                       | Konzentration für Saatgutbehandlung (Beize) bzw. | Aufwendmenge in g·ha−1 |
| --------------------- | ------------------------------------------------------------------------- | -------------------- | --------------------- | --------------------------------- | ------------------------------------------------ | ---------------------- |
| AD-67 (MON-4660)      | Chloracetamide: Acetochlor                                                | Mais                 |                       |                                   |                                                  |                        |
| Benoxacor             | Chloracetamide: Metolachlor                                               | Mais                 | Zusammen mit Herbizid | Dual                              |                                                  | 67                     |
| Cloquintozet-mexyl*   | ACCase-Hemmer: Clodinafop-propargyl, Pinoxaden ALS-Hemmer: Pyroxsulam     | Weizen, Roggen, Reis | Zusammen mit Herbizid | z.B: Topik (Clodinafop-propargyl) |                                                  | 1:4                    |
| Cumyluron             | Sulfonylharnstoffe                                                        | Reis                 |                       |                                   |                                                  |                        |
| Cyometrinil           | Chloracetamide                                                            | Sorghum              | Beize                 | Concep I                          | 0,125 %                                          |                        |
| Cyprosulfamid         | ALS-Hemmer, HPPD-Hemmer                                                   | Mais                 |                       |                                   |                                                  |                        |
| Daimuron              | Sulfonylharnstoffe: Bensulfuron-methyl                                    | Reis                 |                       | Showrone                          |                                                  |                        |
| Dimepiperat           | Sulfonylharnstoffe: Bensulfuron-methyl                                    | Reis                 |                       | Push                              |                                                  |                        |
| Dichlormid            | Thiocarbamate: EPTC, Butylat, Vernolat; Chloracetamide: Acetochlor        | Mais                 | Zusammen mit Herbizid |                                   |                                                  | 250–600                |
| Dietholat             |                                                                           |                      |                       |                                   |                                                  |                        |
| Fenchlorazol          | Fenoxaprop-P-ethyl (spezifisch)                                           | Getreide             | Zusammen mit Herbizid | Puma                              |                                                  | 1:2                    |
| Fenclorim             | Pretilachlor (spezifisch)                                                 | Reis                 | Zusammen mit Herbizid | Sofit                             |                                                  | 1:3                    |
| Flurazol (MON-4606)   | Chloracetamide: Alachlor                                                  | Sorghum              | Beize                 | Screen                            | 0,06–0,25 %                                      |                        |
| Fluxofenim*           | Chloracetamide: Metolachlor                                               | Mais, Sorghum        | Beize                 | Concep III                        | 0,05–0,3 %                                       |                        |
| Furilazol (MON-13900) | Sulfonylharnstoffe: Halosulfuron-methyl                                   | Mais, Sorghum        | Zusammen mit Herbizid | Tophand                           |                                                  | 50                     |
| Isoxadifen            | ACCase-Hemmer, Sulfonylharnstoffe, HPPD-Hemmer                            | Mais, Reis           | Zusammen mit Herbizid |                                   |                                                  | 30                     |
| Mephenat              |                                                                           |                      |                       |                                   |                                                  |                        |
| Mefenpyr-diethyl*     | Fenoxaprop-P-ethyl, Sulfonylharnstoffe (Iodosulfuron, Mesosulfuron)       | Getreide             | Zusammen mit Herbizid | z. B. Ralon Super                 |                                                  | 75                     |
| Naphthalsäureanhydrid | Thiocarbamate: EPTC, Butylat, Vernolat; Sulfonylharnstoffe: Chlorsulfuron | Mais, Sorghum        | Beize                 | Protect                           | 0,5 %                                            |                        |
| Oxabetrinil           | Chloracetamide: Metalochlor                                               | Sorghum              | Beize                 | Concep II                         | 0,05–0,3 %                                       |                        |